# 5823 Oryo
Az 5823 Oryo (ideiglenes jelöléssel 1989 YH) a Naprendszer kisbolygóövében található aszteroida. Tsutomu Seki fedezte fel 1989. december 20-án.